# Jean de Bar
 (août 2021).
Jean de Bar (né en 1380 et mort à la bataille d'Azincourt le 25 octobre 1415), seigneur de Puisaye, est le fils de Robert Ier de Bar et de Marie de France. Il est le frère d'Édouard III de Bar et l'oncle de Robert de Marle, tous deux tués également à Azincourt.

## Faits militaires
En qualité de frère du duc de bar Édouard III attaché à la famille d'Orléans, Jean de Bar entre au service de Charles Ier d'Orléans pour guerroyer dans les états du duc de Bourgogne en 1411 et notamment à Coucy. À ce titre, une ordonnance de Charles, duc d'Orléans, octroie à Jean de Bar, son cousin, une pension annuelle de 2000 livres tournois.